# Angelo Mengaldo
Angelo Mengaldo (Cimadolmo, 3 giugno 1787 – Torino, 20 maggio 1869) è stato un militare, letterato e patriota italiano.

## Biografia

### Origini e formazione
Figlio di Francesco e Anna Forlin, nacque in una famiglia di possessori sacilesi che aveva una villa con podere a Tezze di Cimadolmo.
I suoi primi precettori furono due sacerdoti; in seguito fu mandato al seminario di Ceneda e, infine, si iscrisse alla facoltà di giurisprudenza dell'università di Padova. Ma nel 1806, contro il volere dei genitori, abbandonò gli studi e si arruolò nel reggimento Veliti del neocostituito Regno d'Italia.

### Nell'esercito di Napoleone
Combatté in Dalmazia, Montenegro e Albania contro Russi e Montenegrini e il 28 agosto 1806 venne ferito a Castelnuovo, presso le Bocche di Cattaro. Nel 1809 riprese a militare, ora contro Francesco d'Austria che aveva invaso il Veneto, e fu ancora una volta ferito nelle vicinanze di Verona. Dopo aver sconfitto gli Austriaci tra Conegliano e Sacile, proseguì la carriera militare e prese parte alla battaglia di Raab.
Durante quest'ultimo evento ebbe modo di distinguersi per alcuni atti di valore e venne promosso a sergente maggiore. Si fece notare anche alla battaglia di Wagram, meritandosi un encomio personale da Napoleone e la promozione a tenente.
Tra il 1810 e il 1811 fu a Milano come direttore della scuola sottufficiali e relatore nei consigli di guerra. All'inizio del 1812 si fratturò le gambe in seguito a un incidente, ma ciò non gli impedì di partecipare alla campagna di Russia, durante la quale compì altre azioni di coraggio, come il salvataggio di un superiore che non sapeva nuotare al passaggio della Beresina.
Il 2 maggio 1813 combatté alla battaglia di Lützen e, avendo salvato la cassa militare e gli archivi da un attacco di cosacchi, gli fu conferita la nomina a cavaliere della Corona di ferro.
Dopo tre settimane di prigionia nel castello di Magdeburgo, partecipò alla battaglia di Lipsia. Ma la caduta di Napoleone, il 6 aprile 1814, e il conseguente scioglimento dell'esercito lo costrinsero al ritiro con il grado di capitano. Non prese parte al tentativo dei Cento giorni.

### La Restaurazione
Con l'avvento della Restaurazione e degli Austriaci, il Mengaldo preferì lasciare Milano (e la promessa sposa) e si stabilì a Padova, dove concluse gli studi e iniziò la carriera forense a Venezia. La sua nuova professione fu però sfavorita dalle leggi austriache che ostacolavano l'attività di quanti non erano allineati al nuovo regime. Erano infatti ben noti i suoi trascorsi napoleonici, e non solo: aveva anche tendenze repubblicane, per quanto contrario a sette e associazioni segrete.
Per otto anni, quindi, il Mengaldo rimase inattivo e si dedicò alla letteratura, in particolare alla poesia e alla traduzione dal tedesco e dal francese. Frequentò i salotti veneziani, in particolare quelli di Giustina Renier Michiel, di Isabella Teotochi Albrizzi e di Marina Querini Benzon.
Fu in questi ambienti che conobbe Carolina, figlia del medico Francesco Aglietti. I due si fidanzarono, ma alla vigilia del matrimonio la giovane lo lasciò. Il Mengaldo si risollevò dal successivo periodo di dissolutezza e depressione solo grazie alla profonda amicizia con George Gordon Byron, che aveva conosciuto nel 1818 nella casa del console britannico.
Negli anni successivi poté riprendere la carriera di avvocato, alternandola alla gestione dei suoi possedimenti. Partecipò al consiglio di amministrazione della ferrovia Ferdinandea, allora in costruzione, e sostenne le posizioni dell'amico Daniele Manin che intendeva dirigere l'infrastruttura direttamente su Milano senza passare per Bergamo.

### La Repubblica di San Marco
Nel marzo 1848, in seguito alla liberazione di Manin e Tommaseo, Mengaldo lasciò la sua villa di Cimadolmo e si portò a Venezia, ottenendo dal primo l'incarico di comandante della guardia civica con il grado di generale. Qualche giorno dopo prese parte a una delegazione che si recò dal governatore delle provincie venete Aloys Pállfy de Erdöd e dal comandante Ferdinand Zichy: i due riconobbero la milizia, che avrebbe avuto il compito di combattere sia le repressioni dei soldati, sia le provocazioni dei rivoluzionari, e diedero al Mengaldo il titolo di generale e dittatore.
Con questo ruolo, dal 19 al 23 marzo ebbe sostanzialmente il controllo di Venezia e si impegnò a mantenere l'ordine, evitando che le due parti commettessero eccessi. Il 22 rifiutò a Manin l'appoggio della guardia civica nel tentativo di sollevare l'Arsenale; Manin si recò comunque sul luogo, seguito da un numero sempre più crescente di volontari, ma se gli austriaci capitolarono senza spargimenti di sangue si dovette all'iniziativa diplomatica del Mengaldo che, nel frattempo, con Giovanni Francesco Avesani, Bartolomeo Benvenuti e Iacopo Castelli, convinceva Palffy e Zichy a lasciare la città. A mezzogiorno del 23 Mengaldo, ancora con il ruolo di dittatore, proclamava la Repubblica di San Marco, conferendone la presidenza a Manin.
Mengaldo mantenne il comando militare sino all'arrivo di Guglielmo Pepe, allorché rimase al vertice della sola guardia civica. Il 6 luglio lasciò anche questa carica dopo che la maggior parte della milizia aveva deciso di appoggiare la fusione con il Regno dell'Alta Italia. Manin accettò le sue dimissioni solo il 12 agosto, ma comunque non lo richiamò poiché lo riteneva in qualche modo responsabile del sostegno delle guardie a Carlo Alberto di Savoia.
In seguito fu ambasciatore in Francia e Regno Unito alla ricerca di sostegni all'estero, ma non ottenne nulla di concreto. Tornato a Venezia alla fine del 1848, trascorse un periodo di inattività sino al febbraio successivo, quando costituì il reparto scelto dei Veliti (chiaro riferimento al suo passato napoleonico). Questi si distinsero durante l'assedio di Venezia sino alla resa del 24 agosto.

### Gli ultimi anni
In seguito alla capitolazione della Repubblica, Mengaldo venne condannato all'esilio. Fu a Nizza, a Firenze, a Londra e Genova per stabilirsi, infine, a Torino.
Nella città sabauda continuò la sua attività patriottica: amico dell'ambasciatore britannico James Hudson, assieme a Raffaele Rubattino trattò con lui per ottenere l'appoggio inglese alla spedizione dei Mille. I suoi meriti gli valsero diverse onorificenze da parte del Regno di Sardegna.
Durante il periodo torinese si radicò sempre più su posizioni moderate, sviluppando una forte autocritica sul suo passato rivoluzionario e in particolare sul suo ingenuo ottimismo negli anni della Repubblica di San Marco.
Ciononostante, dopo il plebiscito del 1866 e l'annessione del Nordest al Regno d'Italia, fu uno dei componente della delegazione veneta che visitò Vittorio Emanuele II al palazzo Reale di Torino, recandogli la bandiera italiana e il vessillo della Repubblica di San Marco. In aggiunta, per due volte si recò a Venezia, nel 1867 e poi nel 1868 per accogliere i resti di Manin dalla Francia.